# Rolling Papers
Rolling Papers er Wiz Khalifa's tredje album, og hans første solo studiealbum.
Albummet blev udgivet på Dansk iTunes 28. marts 2011. Albummet er udgivet af Atlantic Recording Corporation.
Albummet indeholder 14 hiphop/rap sange.

## Spor
1. Whem I'm Gone – 4:09
2. On My Level feat. Too $hort – 4:32
3. Black and Yellow – 3:38
4. Roll Up – 3:48
5. Hopes & Dreams – 3:59
6. Wake Up – 3:47
7. The Race – 5:36
8. Star of the Show feat. Chevy Woods – 4:46
9. No Sleep – 3:11
10. Get Your S**t – 4:37
11. Top Floor – 3:42
12. Fly Solo – 3:20
13. Rooftops feat. Curren$y – 4:20
14. Cameras – 4:29